# یوگا (ترانه بیورک)
«یوگا» (به انگلیسی: Jóga) ترانه‌ای از خوانندهٔ ایسلندی بیورک می‌باشد که در سومین آلبوم استودیویی وی تحت عنوان هموژنیک (۱۹۹۷) قرار دارد. «یوگا» قطعه‌ای در سبک الکترونیک است که این عنصر را با حال‌و‌هوای موسیقی باروک و کلاسیک درمی‌آمیزد. این اثر تا حدی تحت تأثیر موسیقی ایسلندی شکل گرفته و از ریتم‌هایی بهره می‌برد که آن‌ها را «بیت‌های آتشفشانی» نامیده‌اند. در بعد ترانه‌سرایی، این قطعه ادای احترامی به سرزمین مادری بیورک و دوست صمیمی اوست، و همچنین حاوی مضامینی مرتبط با وضعیت اضطراری است.
«یوگا» در ۱۵ سپتامبر سال ۱۹۹۷ عنوان نخستین تک‌آهنگ از هموژنیک منتشر گردید و نظر منتقدان را به خود جلب کرد؛ آن‌ها صدای پرقدرت بیورک و همچنین ساختار و تولید کلی ترانه را مورد ستایش قرار دادند. این اثر از لحاظ تجاری موفقیت نسبی داشت، اما در کشور ایسلند، زادگاه بیورک، به صدر جدول رسید.